# ジェス・グリン
ジェス・グリン（英: Jess Glynne、1989年10月20日 - ）は、イギリス出身の歌手。2014年、クリーン・バンディットの「Rather Be」にゲスト・ボーカルとして参加し、第57回グラミー賞で授賞最優秀ダンス・レコーディング賞を受賞した。
2019年『フォーブス』誌の「ヨーロッパの30歳以下の最も影響がある30人」に選ばれた。

## 来歴
1989年、ロンドンのハムステッドに生まれる。
15歳の時にイギリスの人気オーディション番組『Xファクター』の出演依頼があったが断った。
2014年、ルート94の「My Love」にフィーチャリング参加し、全英チャートで1位を記録。
同年、「My Love」を聴いたクリーン・バンディットがジェスに「Rather Be」のゲスト・ボーカルを依頼する。同楽曲は第57回グラミー賞で最優秀ダンス・レコーディング賞を受賞。Spotifyなどの音楽ストリーミングサービスで3,200万回以上再生され、2014年にイギリスで最も再生された楽曲となるなど大ヒットとなった。
2015年アルバム『アイ・クライ・ホウェン・アイ・ラフ』でソロ・デビュー。このアルバムはイギリスのチャートで初登場1位を獲得した後、6度の1位を記録し、400万枚を売り上げた。
同年、ソロ名義のシングル「Hold My Hand」、「Don't Be So Hard on Yourself」、タイニー・テンパーとのコラボレーション・ソング「Not Letting Go」も全英チャートで1位を記録。
日本では、同年10月6日に初来日し、日本テレビ系『スッキリ!!』に出演。
2018年サマーソニックで来日。
2018年発売のセカンド・アルバム『オールウェイズ・イン・ビトウィーン』もイギリスのチャートで1位を獲得した。

## 受賞歴
- 第57回グラミー賞授賞最優秀ダンス・レコーディング(2014年)[12]

### ノミネート
- ブリット・アワード(2016年)、ベスト女性ソロアーティスト、シングル・オブ・ザ・イヤー、ベストシングル賞「Hold My Hand」[13]

## ディスコグラフィ

### アルバム
- 『アイ・クライ・ホウェン・アイ・ラフ』 - I Cry When I Laugh (2015年、Atlantic)
- 『オールウェイズ・イン・ビトウィーン』 - Always in Between (2018年、Atlantic)

### シングル
- "Right Here" (2014年)
- "Real Love with Clean Bandit" (2014年) ※with クリーン・バンディット
- "Hold My Hand" (2015年)
- "Don't Be So Hard on Yourself" (2015年)
- "Take Me Home" (2015年)
- "Ain't Got Far to Go" (2016年)
- "If I Can't Have You" (2016年)
- 「アイル・ビー・ゼア」 - "I'll Be There" (2018年)
- "All I Am" (2018年)
- "Thursday" (2018年)
- "No One" (2019年)
- 「ワン・タッチ」 - "One Touch" (2019年) ※with ジャックス・ジョーンズ
- "Lie for You" (2020年) ※with スネークシップス featuring ダヴィド、エイ・ブギー・ウィット・ダ・フーディ
- "This Christmas" (2020年)